# Темгеневский сельский округ
Темге́невский се́льский о́круг — упразднённая административно-территориальная единица, существовавшая на территории Сасовского района Рязанской области до 2004 г.
Административный центр — село Темгенево.

## История
Сельский округ был упразднён законом Рязанской области от 07.10.2004 № 96-ОЗ. В результате чего четыре сельских округа — Темгеневский, Глядковский, Огарёво-Почковский и Устьевский были объединены в одно муниципальное образование — Глядковское сельское поселение. Административный центр Темгенево утратил свои полномочия. Управление было перенесено в село Глядково.

## Административное устройство
В состав Темгеневского сельского округа входили 2 населённых пункта:
1. с. Темгенево — административный центр
2. п. Молодёжный.